# Manu García
Manuel Alejandro García Sánchez (Vitoria, 26 aprile 1986) è un ex calciatore spagnolo, di ruolo centrocampista.

## Palmarès

### Club

#### Competizioni nazionali
- Segunda División: 1

Alavés: 2015-2016